# Nemacheilus tuberigum
Nemacheilus tuberigum är en fiskart som beskrevs av Renny Hadiaty och August Siebert 2001. Nemacheilus tuberigum ingår i släktet Nemacheilus och familjen grönlingsfiskar. Inga underarter finns listade i Catalogue of Life.